# Progress D-436

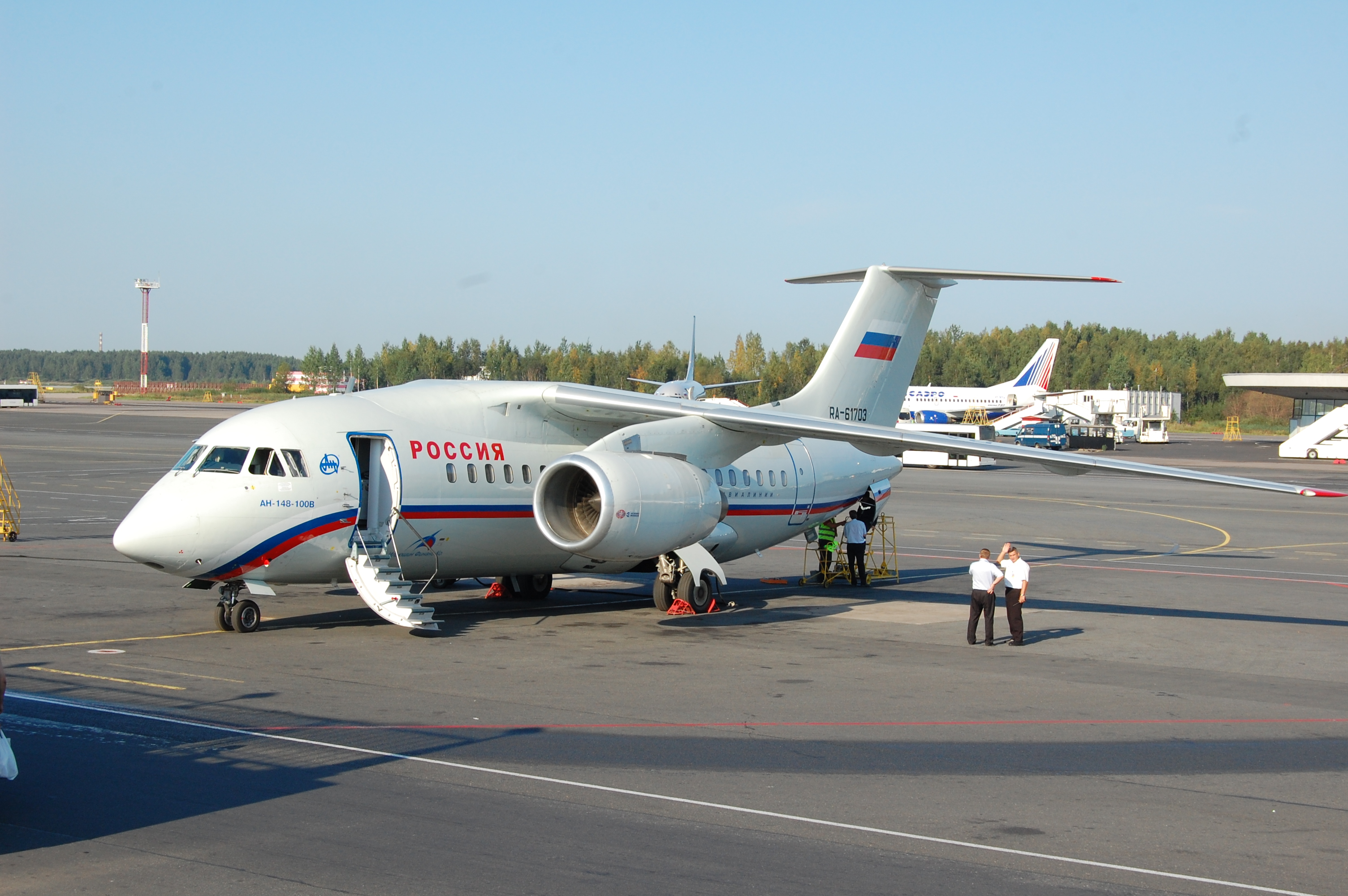
Silnik Progress D-436-148 zamontowany na samolocie An-148

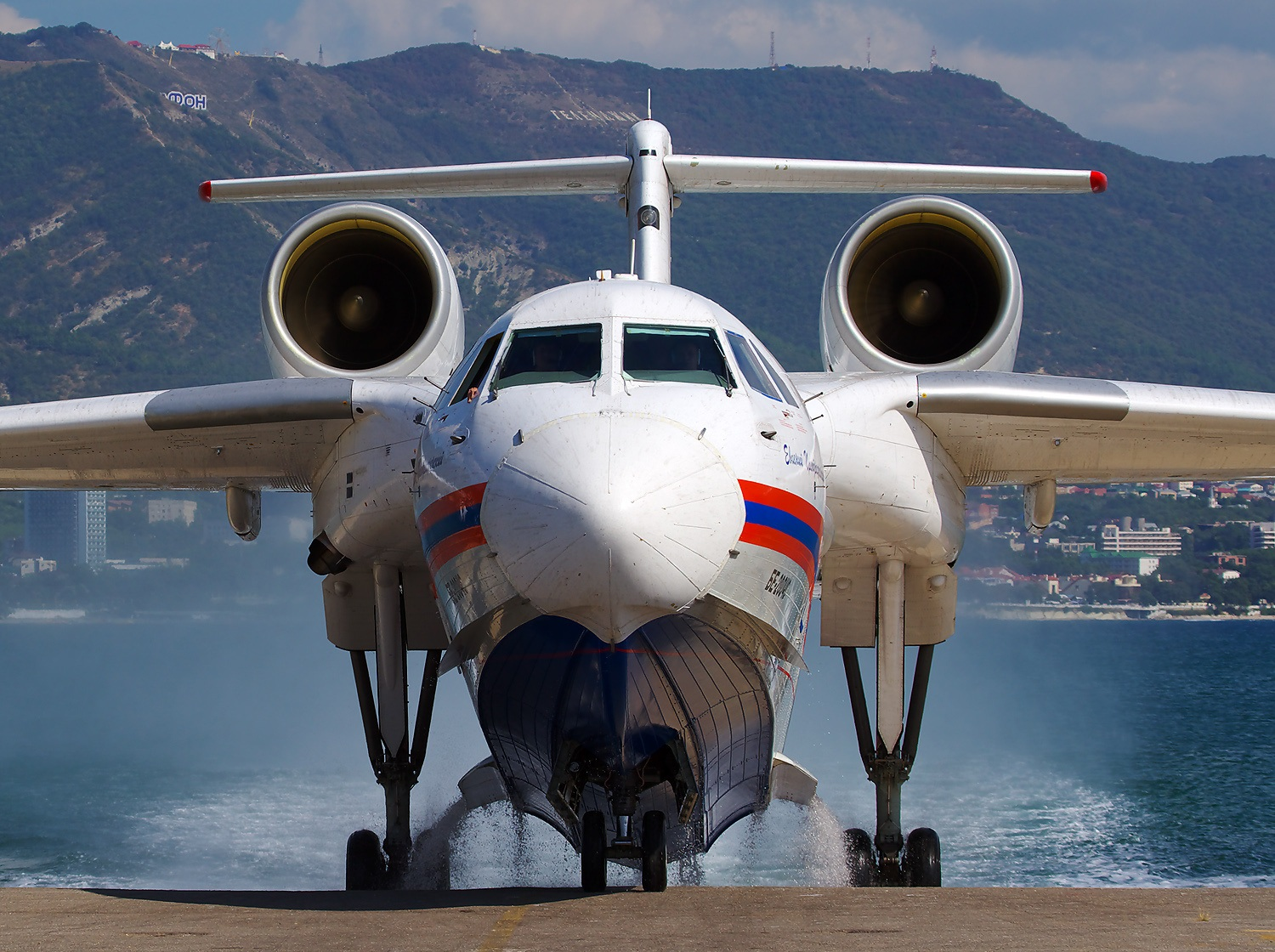
Silniki Progress D-436TP zamontowany na łodzi latającej Be-200

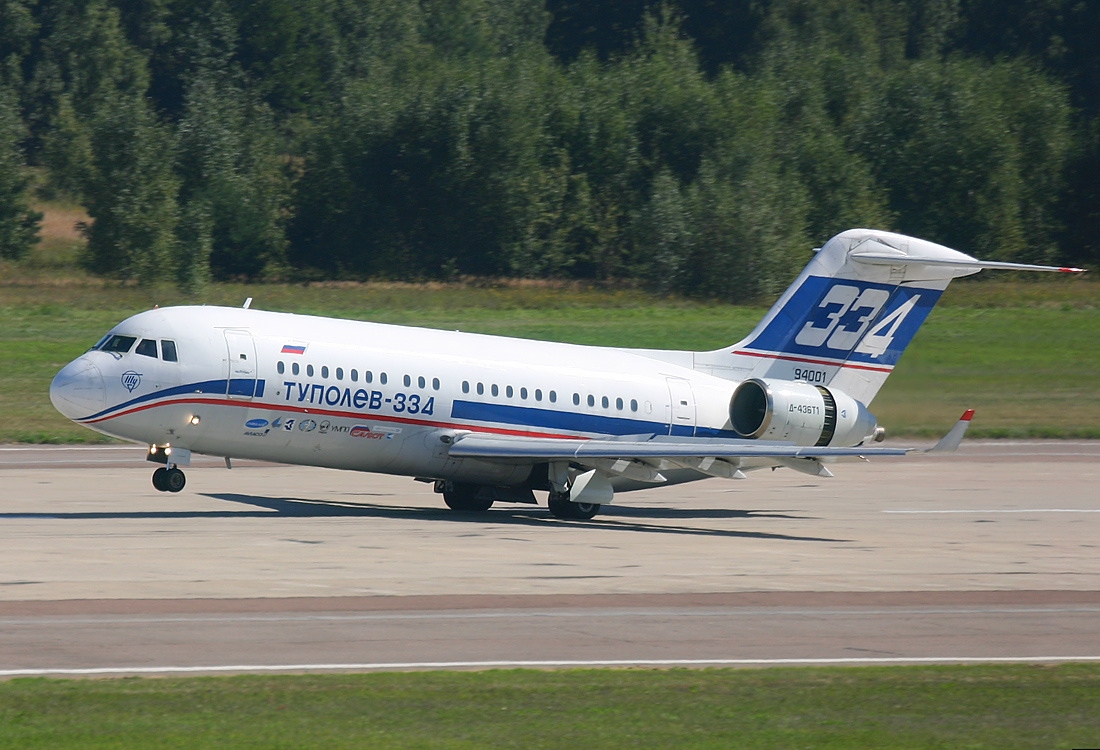
Silnik Progress D-436T1 zamontowany na Tu-334. Na zdjęciu widać włączony odwracacz ciągu

D-436 – seria turbowentylatorowych, dwuprzepływowych silników lotniczych o dużym stosunku dwuprzepływowości. Zaprojektowany w Związku Radzieckim, obecnie wytwarzane są przez ukraińską firmę Iwczenko-Progress do zastosowania na samolotach krótkiego i średniego zasięgu. Początkowo silnik był projektowany do nowych wersji Jaka-42 i An-72 w latach 80. XX wieku. Pierwsze testy rozpoczęły się w 1985, a certyfikacja została zakończona w 1987.

## Projekt
Silnik D-436 został opracowany w oparciu o jednostkę Łotariew D-36. Wiele rozwiązań zaczerpnięto również z silnika Progress D-18T. Silnik D-436 jest bardziej ekonomiczny od poprzedników oraz spala mniej paliwa. Niektóre warianty wyposażone są w system FADEC.

## Warianty

### D-436K
Jest to model wyjściowy, posiada współczynnik dwuprzepływowości 6,2, zaś stosunek sprężania wynosi 21. Te silniki proponowano do napędzania samolotu An-71, który jednak nie został wprowadzony do seryjnej produkcji.

### D-436M
Wariant "M" zaproponowano do użycia na samolotach Jak-42M

### D-436T1
Ten wariant napędza samolot Tu-334 oraz jest proponowany do napędzania samolotu Tu-414. Wariant ten wytwarza 73 kN ciągu. Padła również propozycja użycia tego silnika do napędzania An-174, który jednak nie wszedł do masowej produkcji.

### D-436T1-134
Ten wariant zaproponowano użytkownikom samolotów Tu-134 jako możliwość zastąpienia wysłużonych silników nowszymi.

### D-436T2
Ten silnik rozwija ciąg o sile 80,4 kN i napędza maszyny Tu-334-100D i Tu-334-200D.

### D-436TP
Ten wariant został opracowany do użycia na Łodziach latających Be-200. Wariant ten rozwija taką samą moc jak "T1", czyli 73 kN.

### D-436T3
W tym wariancie wprowadzono kilka zmian oraz zwiększono ciąg do 93 kN. Silniki będą napędzać samoloty transportowe Il-214.

### D-436-148
Ten wariant został opracowany z myślą o samolocie An-148. Obniżono maksymalny ciąg silnika do 67 kN, dzięki temu wydłużyła się żywotność silnika.

### D-436TZ
Ten wariant jest zbliżony technicznie do wariantu "T3", ale zastosowano w nim turbinę nowszej generacji. Jednostka może rozwinąć ciąg nawet do 133 kN.

## Zastosowanie
- An-148
- An-72
- An-74
- Be-200
- Jak-42M
- Tu-334